# Pseudophacopteron nothospondiadis
Pseudophacopteron nothospondiadis är en insektsart som beskrevs av Malenovsk², Burckhardt och Tamesse 2007. Pseudophacopteron nothospondiadis ingår i släktet Pseudophacopteron och familjen Phacopteronidae.
Artens utbredningsområde är Kamerun. Inga underarter finns listade i Catalogue of Life.